# Aleksandr Gojchbarg
Aleksandr Grigorjewicz Gojchbarg (ros. Алекса́ндр Григо́рьевич Го́йхбарг, ur. 1883 w Kamieńcu Podolskim, zm. 1962) – polityk RFSRR i ZSRR, prawnik.
Ukończył studia na Wydziale Prawnym Uniwersytetu Petersburskiego, w latach 1904-1917 był członkiem partii mienszewików, w latach 1914-1918 pracownik Uniwersytetu Piotrogrodzkiego, docent. W 1918 kierownik Wydziału Kodyfikacji i Propozycji Prawodawczych Ludowego Komisariatu Sprawiedliwości RFSRR. Od 1919 członek RKP(b), w 1920 w Armii Czerwonej, od 1920 członek Syberyjskiego Komitetu Rewolucyjnego, redaktor gazety "Sowieckaja Sibir", komisarz sprawiedliwości Syberyjskiego Komitetu Rewolucyjnego. Od października 1920 do 1924 członek Kolegium Ludowego Komisariatu Sprawiedliwości RFSRR i członek Małej Rady Komisarzy Ludowych RFSRR. W 1921 przewodniczący tej rady. W 1924 wystąpił z RKP(b), później był dyrektorem Instytutu Prawa Radzieckiego, konsultantem prawnym Ludowego Komisariatu Handlu Zagranicznego RFSRR. Aresztowany, skazany i uwięziony. W 1956 zwolniony.